# Ein Zwilling kommt selten allein (1998)
Ein Zwilling kommt selten allein (Originaltitel: The Parent Trap) ist ein von Disney produzierter Familienfilm aus dem Jahr 1998. Der Film ist eine Neuverfilmung der Komödie Die Vermählung ihrer Eltern geben bekannt von 1961 und basiert wie dieser auf dem Roman Das doppelte Lottchen von Erich Kästner.
Der von den Kritikern überwiegend positiv aufgefasste Film wurde von Charles Shyer produziert, seine Ehefrau Nancy Meyers führte Regie. Lindsay Lohan spielt die beiden Hauptrollen in ihrem ersten Filmauftritt. Um diese Doppelrolle zu ermöglichen, kam eine ganze Reihe von Produktionstechniken zum Einsatz.

## Inhalt

### Handlung
Nicholas Parker und Elizabeth James heiraten im Jahre 1986 auf der Queen Elizabeth 2. Elf Jahre und neun Monate später begegnen sich Annie und Hallie, zwei Mädchen, die sich vorher noch nie gesehen haben, sich aber zum Verwechseln ähnlich sehen, in einem Feriencamp. Erbost über diese Ähnlichkeit spielen sie sich gegenseitig Streiche, bis Marva, die Leiterin des Camps, versehentlich Opfer eines solchen Streiches wird. Sie verdonnert beide dazu, den Rest der Zeit im Feriencamp in der Arresthütte zu verbringen. Zunächst sind sie über diese Strafe nicht begeistert, bemerken dann aber, dass ihre Leben wie Puzzleteile zusammenpassen. Als sie feststellen, dass die beiden Hälften des zerrissenen Hochzeitsfotos ihrer Eltern zusammengehören, wird ihnen klar, dass sie Zwillinge sind und nach ihrer Geburt getrennt wurden. Hallie wuchs bei ihrem Vater in Napa, Kalifornien und Annie bei ihrer Mutter in London auf.
Um den jeweils anderen Elternteil kennenzulernen, beschließen sie, die Plätze zu tauschen. Hallie geht als Annie nach London zu ihrer Mutter Elisabeth James, einer berühmten Hochzeitskleid-Designerin, und Annie als Hallie nach Kalifornien zu ihrem Vater Nicholas Parker, einem Winzer. Als Annie bei ihrem Vater ankommt, stellt sie fest, dass er in den vergangenen acht Wochen eine neue Freundin, die viel jüngere Meredith Blake, die es nur auf sein Geld abgesehen hat, gefunden hat. Davon erschüttert telefoniert sie mit Hallie in London. Doch Hallie ist nicht beunruhigt, da ihr Vater häufig Romanzen hat. Nachdem Nick Parker der vermeintlichen Hallie mitgeteilt hat, dass er und Meredith heiraten wollen, ist sie so entgeistert, dass sie Chessy, Hallies Kindermädchen, gestehen muss, dass sie in Wirklichkeit Annie ist. Annie informiert Hallie über die neue Lage, die anschließend beschließt, ihrer Mutter ihre Identität mitzuteilen. Die Zwillinge organisieren ein Treffen in einem Hotel in San Francisco, um ihre Eltern wieder zusammenzubringen. Elizabeth fliegt mit Hallie und ihrem Butler Martin nach Kalifornien. Nick Parker glaubt, es handle sich um ein vorhochzeitliches Treffen mit der Familie seiner Verlobten, während Hallie ihrer Mutter noch nichts von Meredith erzählt hat. Als Elizabeth in der Hotellobby Nick kurz über den Weg läuft, ohne mit ihm sprechen zu können, bemerkt sie, dass etwas nicht stimmt, und stellt die Zwillinge zur Rede. Die beiden erzählen ihrer Mutter von der neuen Verlobten ihres Vaters und dass sie versuchen, sie mit ihrem Ex zu verkuppeln. Nick Parker sucht in der Zwischenzeit das Hotel nach seiner Exfrau ab und findet sie einige Zeit später schließlich am Pool. Seine Überraschung über die unerwartete Begegnung wird noch verstärkt, als er seine beiden Töchter sieht, die nun auch ihn über den Rollentausch aufklären.
Die Zwillinge laden ihre Eltern zu einem von ihrem Großvater gesponserten Essen auf einer großen Motoryacht ein. Dies soll an ihre erste Begegnung auf der Queen Elizabeth 2 erinnern. Im Gespräch erfährt Nick, dass es nur, weil er Elizabeth nicht nachgereist ist, als sie vor elf Jahren verärgert ihre Koffer gepackt hat, zu der Trennung gekommen ist.
Am nächsten Tag, als Elizabeth wieder nach Hause fliegen will, werden die Eltern von den Zwillingen gezwungen, den jährlichen Sommer-Campingausflug von Nick und Hallie dieses Mal zu viert zu verbringen. In letzter Sekunde nötigt Elisabeth Meredith dazu, an ihrer Stelle auf den Ausflug zu gehen, obwohl diese Camping hasst, und auch den Zwillingen dieser Schachzug anfangs sehr missfällt.
Die Zwillinge spielen Meredith mehrere Streiche, bis sie ihren Verlobten wutentbrannt vor die Wahl stellt: entweder sie oder die beiden. Nick entscheidet sich ohne Zögern für seine Töchter und gibt Meredith den Laufpass.
So kehrt Nick allein mit den Kindern zum Weingut zurück, Meredith ist abgereist. Obwohl Elizabeth klar geworden ist, dass sie Nick immer noch liebt, fliegt sie mit Annie nach London und lässt Nick und Hallie in Kalifornien zurück.
Dort angekommen, werden sie umgehend von Hallie und Nick begrüßt: Nick wollte nicht denselben Fehler wie elf Jahre zuvor machen, und ist ihr dieses Mal nachgereist. Dank der Concorde konnten sie sogar vor den anderen in London sein, und die Überraschung perfekt machen. Kurz darauf heiraten Nick und Liz erneut auf der Queen Elizabeth 2, Chessy und Martin finden auch zueinander.

### Unterschiede zum Originalfilm
Der Film orientiert sich stark an dem Originalfilm Die Vermählung ihrer Eltern geben bekannt von 1961, teilweise wurden ganze Textpassagen ins Remake übernommen. Zu den größten Änderungen zählt, dass der Wohnort der Mutter von Boston nach London verlegt wurde. Die Produzenten versprachen sich von dieser Änderung neue Möglichkeiten für den Film. Auch wurde die Wiederbegegnung der Elternteile von dem Haus des Ex-Mannes in ein neutrales Hotel verlegt, da das Verhalten der Ex-Frau nicht mehr zeitgemäß erschien. Am Anfang des Filmes wurde eine Sequenz eingefügt, die die Hochzeit von Elizabeth und Nick zeigt, um gleich zu Beginn auch älteres Publikum anzusprechen.  Insgesamt wurde die Geschichte der Geschiedenen vertieft. Des Weiteren wurde im Remake der neue Charakter des Butlers Martin eingeführt, der im Laufe der Handlung in eine Beziehung mit der Nanny Chessy kommt. Im Gegenzug wurden einige Rollen des Originals gestrichen: Der Verwalter, die Großmutter und Reverend Mosby wurden entfernt, mit einer Person letzteren Namens telefoniert Meredith Blake aber noch in einer Szene. Die Darstellerin der Verlobten Vicky im Original, Joanna Barnes, erhielt in dem Film einen Gastauftritt als Mutter der Verlobten Meredith Blake, die auch hier Vicky heißt. Schließlich kommt auch mehrfach das Lied Let's Get Together vor, das speziell für das Original geschrieben wurde.

## Produktion
Produziert wurde der Film von Charles Shyer und seiner Ehefrau Nancy Meyers, die Regie führte. Nancy Meyers sollte ursprünglich bei einem anderen Film die Regie übernehmen, doch da dieser nicht zustande kam, übernahm sie Ein Zwilling kommt selten allein. Den Anstoß für die Produktion gab ihre Tochter Hallie Meyers-Shyer, der der Film gewidmet ist. Sie und die ältere Schwester Annie Meyers-Shyer hatten einen gewissen Einfluss auf die Produktion: So gehen die Namen der Hauptcharaktere auf sie zurück, beide bekamen im Film kurze Auftritte und auch der Name des Camp Walden basiert auf einem Feriencamp, das Annie Meyers-Shyer als Kind einmal besuchte. Auch Cuppy, Hallies Stofftier, war ursprünglich ein Stofftier von Annie Meyers-Shyer. Später wurde er als Merchandise vermarktet.

### Casting
Für die Rolle von Hallie Parker und Annie James suchte Regisseurin Nancy Meyers ein Mädchen mit einer „tollen Ausstrahlung“. Auf einer Videokassette von Lindsay Lohan sah sie das Gesuchte, und so bekam Lohan die Rolle, vier Wochen bevor die Dreharbeiten in Europa starteten. Sie ließ sich extra für die Rolle Ohrlöcher stechen. Um diese Rolle hatten sich im Vorfeld mehr als 1.500 junge Schauspielerinnen beworben, darunter auch Michelle Trachtenberg, Scarlett Johansson, Mara Wilson und Jena Malone. Dennis Quaid trafen die Produzenten auf einer Party, der sich nach einer kurzen Unterhaltung sofort das Script zuschicken ließ. Auch die Wahl für die Rolle Elizabeth James fiel schnell auf Natasha Richardson. Die an der Produktion beteiligte Ilene Starger hatte sie früh vorgeschlagen. Richardson kam in das Büro und las sich die einzelnen Szenen durch.
Komplizierter lief das Casting für die Rolle Meredith Blake: Die Bewerberinnen spielten die Rolle so gehässig, dass Nicholas Parker im fertigen Film wie ein „Vollidiot“ gewirkt hätte. Elaine Hendrix war die letzte Bewerberin und bekam die Rolle letztendlich.
Auch für die Rolle der Nanny Chessy war das Casting schwierig, weil zunächst niemand Konkretes ins Auge gefasst war. Letztendlich ging die Rolle an die aus Sitcoms bekannte Lisa Ann Walter. Simon Kunz sprach ursprünglich für eine kleine Rolle als Fotograf in Elizabeth James Designstudio vor. Auf Vorschlag von Nancy Meyers übernahm er schließlich die Rolle des Butlers Martin.
Im Film gab es auch einige Gastauftritte. Neben Annie und Hallie Meyers-Shyer treten Dina Lohan, Lindsay Lohans Mutter, und ihre jüngere Schwester Alina in Erscheinung. Sie haben bei Hallies Ankunft am Londoner Flughafen eine Statistenrolle. Auch Lohans Bruder Michael hat einen Gastauftritt. Er spielt den Jungen, der versehentlich im Camp gelandet ist.

### Dreharbeiten
Der Dreh lief vom 15. Juli bis zum 17. Dezember 1997 und fand größtenteils in Kalifornien statt. Die Szenen im Feriencamp entstanden am Lake Arrowhead im Camp Seeley. Die Aufnahmen des Campingausfluges wollte man ursprünglich in der Gegend des Big Bear Lake drehen, entstanden aber aus klimatisch bedingten Gründen ebenfalls am Lake Arrowhead. Für die Szenen im fiktiven Staffort Hotel wurden zwei unterschiedliche Hotels verwendet, für die Fassade hingegen ein Museum auf Treasure Island zweckentfremdet. Die Außenaufnahmen der Queen Elizabeth 2 entstanden am Schiff selbst, die Innenaufnahmen wurden allerdings auf der Queen Mary gedreht. Die Aufnahmen in London und Napa entstanden in den Originalstädten. Einige Szenen wurden auch eingekauft: So stammt die Luftaufnahme von London aus dem Film King Ralph, wobei die Szene jedoch noch digital überarbeitet wurde. Dabei wurde auch die Uhrzeit auf dem Big Ben umgestellt. Ein weiteres Beispiel ist das gegen Ende des Filmes im Regen landende Flugzeug. Die Szene stammt aus dem Film The Game.
Der Text einer Szene wurde nachträglich geändert. Die Stelle, in der Hallie Annie das Foto von Leonardo DiCaprio zeigt und sie ihn nicht erkennt, wurde vor der Premiere von Titanic gedreht. Nachdem DiCaprios Bekanntheitsgrad mit dessen Premiere aber schlagartig gestiegen war, erschien der ursprüngliche Text unpassend. Es hätte laut Nancy Meyers gewirkt, als käme Annie von einem „anderen Stern“.

### Tricktechnik
In den einzelnen Szenen spielte Lohan erst einen der Zwillinge, der andere wurde von einem Double dargestellt. Anschließend wurden die Positionen gewechselt. Das Double wurde dabei immer entweder von hinten gefilmt oder in der Postproduktion wurden zwei unterschiedliche Einstellungen zu einem Bild zusammengefügt. Für einen exakt identischen Bewegungslauf der Kamera sorgte dabei das Motion-Control-System, das die Bewegungen des Kameramannes speichert und automatisiert wiederholen kann. Das Double ermöglichte Lohan eine realistischere Darstellung, da es ihr zum Beispiel ermöglichte, Augenkontakt herzustellen. Außerdem erzeugte das Double einen Schatten, der mit Computertechniken nicht zu imitieren gewesen wäre. Diese Technik brachte aber auch gewisse Schwierigkeiten mit sich, da sie sehr auf ihren Standort achten musste, um im fertigen Film nicht in den anderen Charakter hineinzuragen. Die Produzenten sprechen von mindestens sechs verschiedenen Mädchen als Double.
An einigen Stellen, beispielsweise wenn ein Zwilling von dem anderen teilweise verdeckt wird, wurde auch mit dem Bluescreen-Verfahren gearbeitet. Die Darsteller trugen meist einen speziell für sie gefertigten Mikrolautsprecher, um den eigenen Text an die Dialoge des nicht vorhandenen Zwillings anzupassen. Um sich einigen Aufwand zu sparen, wurde nicht in jeder Szene ein solcher Aufwand betrieben, sondern die Produzenten verließen sich darauf, dass die Zuschauer, wenn genug Szenen mit beiden Zwillingen vorhanden sind, die Trickserei mit dem Double in anderen Szenen nicht bemerken.
Die Produzenten erhielten nach eigener Aussage Berichte von Personen, die nicht glauben konnten, dass es sich nicht um ein echtes Zwillingspärchen handelte.

### Soundtrack
Der Soundtrack des Films wurde von Alan Silvestri komponiert und 1998 von Hollywood Records veröffentlicht.
Nachfolgend sind die einzelnen Titel aufgelistet.
| Titel                              | Songwriter                                     | Interpret                          |
| ---------------------------------- | ---------------------------------------------- | ---------------------------------- |
| L-O-V-E                            | Bert Kaempfert und Milt Gabler                 | Nat King Cole                      |
| Happy Club                         | Bob Geldof und Karl Wallinger                  | Bob Geldof                         |
| Soulful Strut                      | Eugene Record und William Sanders              | Young-Holt Unlimited               |
| Top Of The World                   | Richard Carpenter und John Bettis              | Shonen Knife                       |
| Bad to the Bone                    | George Thorogood                               | George Thorogood & The Destroyers  |
| The Great Escape March             | Elmer Bernstein und Albert Stillman            |                                    |
| Do You Believe In Magic            | John Sebastian                                 | The Lovin' Spoonful                |
| There She Goes                     | Lee Anthony Mavers                             | The La's                           |
| Here Comes The Sun                 | George Harrison                                | Bob Khaleel                        |
| Never Let You Go                   | Gabriel Gilbert und Nick Laird-Clowes          | Jakaranda                          |
| Parents Just Don't Understand      | Pete Harris, Will Smith, und Jeffrey A. Townes | DJ Jazzy Jeff und The Fresh Prince |
| In The Mood                        | Joe Garland                                    |                                    |
| Let's Get Together                 | Richard M. Sherman und Robert B. Sherman       |                                    |
| Everyone Merengé                   | Joe Bones Johnson                              |                                    |
| I Love You For Sentimental Reasons | Deek Watson und Willie Best                    | Linda Ronstadt                     |
| How Bizarre                        | Alan Jansson und Paul Fuemana                  | OMC                                |
| Ev'ry Time We Say Goodbye          | Cole Porter                                    | Ray Charles und Betty Carter       |
| This Will Be (An Everlasting Love) | Charles Jackson und Marvin Yancy               | Natalie Cole                       |

## Referenzen zur Popkultur
Im Film gibt es mehrere Anspielungen auf andere Filme. So spielt während des Marsches zur Isolationshütte dieselbe Melodie wie in Gesprengte Ketten. Außerdem findet sich die Fahrstuhlszene, in der Nicholas Parker seine ehemalige Ehefrau nach elf Jahren wieder sieht, genau so in Eine zuviel im Bett. Des Weiteren wird Meredith Blake von den Zwillingen mehrfach als „Cruella De Vil“ bezeichnet, ein Verweis auf das mehrfach von Disney verfilmte Buch Hundertundein Dalmatiner. Auch Mildred Plotka, die Person, mit der Annie und Hallie jeweils vorgeben zu telefonieren, ist ursprünglich eine Person aus Napoleon vom Broadway. Die deutlichste Anspielung findet sich, als Hallie und ihre Mutter auf dem Weg zu ihrem Designstudio die Abbey Road überqueren. Das Bild bleibt bei dem vom Cover des gleichnamigen Albums der Beatles bekannten Fußgängerstreifen für einen Sekundenbruchteil stehen. Dabei ist Here Comes the Sun in einer Coverversion zu hören. Das Original erwies sich als zu teuer. Es gibt im Film noch weitere Anspielungen, doch sind diese in der deutschen Synchronfassung teilweise verloren gegangen. So fragt Hallie in einer Szene „You talkin' to me?“, eine Referenz auf Taxi Driver. In der deutschen Version wurde die Antwort darauf: „Was ist das, ein früher Alzheimer?“ Auch gibt es am Anfang des Films eine Referenz auf die amerikanische Sitcom I Love Lucy. Dies wurde in der deutschen Version ebenfalls fallen gelassen.

## Synchronisation
Die Synchronisation erfolgte durch die Berliner Synchron AG.
| Darsteller         | Deutscher Sprecher    | Rolle                     |
| ------------------ | --------------------- | ------------------------- |
| Lindsay Lohan      | Magdalena Turba       | Hallie Parker/Annie James |
| Dennis Quaid       | Thomas Danneberg      | Nick Parker               |
| Natasha Richardson | Susanna Bonasewicz    | Elizabeth James           |
| Elaine Hendrix     | Sabine Arnhold        | Meredith Blake            |
| Lisa Ann Walter    | Almut Zydra           | Chessy                    |
| Simon Kunz         | Matthias Klagges      | Martin                    |
| Polly Holliday     | Bettina Schön         | Marva Kulp Sr.            |
| Maggie Wheeler     | Andrea Kathrin Loewig | Marva Kulp Jr.            |
| Ronnie Stevens     | Werner Ehrlicher      | Großvater                 |
| Maggie Emma Thomas | Leonie Krippendorff   | Zoe                       |
| Courtney Woods     | Esra Vural            | Nicole                    |

## Veröffentlichungen
Der Film feierte am 20. Juli 1998 Premiere. Am Startwochenende spielte er in den USA mit 2247 Filmkopien bereits über 11 Millionen Dollar ein. Insgesamt beliefen sich die Einnahmen in den Vereinigten Staaten auf 66.304.095 US-Dollar. Außerhalb der USA spielte der Film 25,80 Millionen US-Dollar ein. Dem steht ein Budget von 15,5 Millionen US-Dollar gegenüber, womit der Film als kommerzieller Erfolg gilt. In Deutschland, wo der Film am 15. Oktober 1998 startete, sahen den Film 443.653 Besucher in den Kinos.
In Großbritannien wurde der Film lediglich in einer um eine Sekunde gekürzten Version veröffentlicht.
Der Film ist seit 2004 auf DVD erhältlich. Darauf befindet sich als Bonusmaterial neben einigen Produktionsinformationen eine zusätzliche Szene, in der Hallie vor der Ankunft bei ihrer Mutter in London der Queen begegnet. Eine Blu Ray-Veröffentlichung ist nach aktuellem Stand (2016) nicht in Sicht.
Die nachfolgende Tabelle listet die Kinostart-Daten zusammen mit den einzelnen Filmtiteln auf.
| Land         | Kinostart         | Titel                            |
| ------------ | ----------------- | -------------------------------- |
| Deutschland  | 15. Oktober 1998  | Ein Zwilling kommt selten allein |
| Österreich   | 16. Oktober 1998  | Ein Zwilling kommt selten allein |
| Argentinien  | 28. Januar 1999   | Juego de gemelas                 |
| Brasilien    | 12. Februar 1999  | Operação Cupido                  |
| Bulgarien    | 29. Januar 1999   | Капан за родители                |
| Finnland     | 26. Februar 1999  | Ansa vanhemmille                 |
| Frankreich   | 31. März 1999     | À nous quatre                    |
| Griechenland |                   | Didymoi belades                  |
| Israel       | 30. Juli 1998     | Abba Mitares                     |
| Italien      | 4. Juni 1999      | Genitori in trappola             |
| Japan        | 14. August 1999   | Family Game                      |
| Kanada       | 29. Juli 1998     | L'attrape parents                |
| Kroatien     |                   | Zamka za roditelje               |
| Niederlande  | 15. Oktober 1998  | Dubbel & dwars                   |
| Norwegen     | 24. Dezember 1998 | Foreldrefellen                   |
| Peru         | 1999              | Juego de gemelas                 |
| Polen        | 23. Oktober 1998  | Nie wierzcie blizniaczkom        |
| Portugal     | 11. Dezember 1998 | Pai para Mim... Mãe para Ti...   |
| Russland     |                   | Ловушка для родителей            |
| Schweden     | 25. Dezember 1998 | Föräldrafällan                   |
| Spanien      | 4. Dezember 1998  | Tú a Londres y yo a California   |
| Türkei       | 6. November 1998  | Komik tuzak                      |
| Ungarn       | 25. Februar 1999  | Apád-anyád ide jöjjön!           |
| USA          | 29. Juli 1998     | The Parent Trap (Originaltitel)  |

## Rezeption

### Kritik
Der Film wurde von den Kritikern überwiegend positiv aufgenommen. Auf Rotten Tomatoes erreicht der Film einen Anteil positiver Kritiken von 86 %. Besonders gelobt wurde die Spielleistung von Lindsay Lohan. Dabei werden auch die in der deutschen Version verloren gegangenen unterschiedlichen Akzente hervorgehoben. At-A-Glance Filmreviews beschreibt die Leistung so zum Beispiel als derart natürlich, dass man vergisst, dass es sich dabei um Spezialeffekte handelt. Die Leistungen der anderen Schauspieler wurden weniger hervorgehoben, die von Dennis Quaid wurde von cinerama sogar als eher flach bezeichnet.
Ein wesentlicher Kritikpunkt war die Lauflänge von mehr als zwei Stunden, die manche als zu lange für einen an Kinder gerichteten Film empfinden. Gleichzeitig gab es aber auch Ansichten, dass der Film zu schnell in der Handlung fortschreite. Mdpress beschrieb dies als Loch, das in der Mitte des Filmes herrscht. Auch screenit war der Ansicht, dass eine „Goldmine“ potenzieller Szenen, in denen die Zwillinge die Rollen tauschen, weggelassen wurde.
Trotz des positiven Ergebnisses gab auch eher negativ behaftete Kritiken. So empfand James Berardinelli den Film als überflüssiges Remake. Auch betrachtet er die von anderen Kritikern gelobte Spielleistung Lohans als eher plump und die unterschiedlichen Akzente als wenig überzeugend.
Mr. Cranky kritisiert vor allem die im Film gezeigten Lebensverhältnisse, da die Charaktere der gehobenen Gesellschaftsschicht angehören würden und keine soziale Probleme hätten. Die Regisseurin Nancy Meyers erklärt im Audiokommentar der DVD jedoch, dass dieser Standpunkt gewählt wurde, um eine gewisse Distanz zum Zuschauer zu schaffen.

### Auszeichnungen
Lindsay Lohan gewann für ihre Rollen im Film den Young Artist Award in der Kategorie Beste Hauptdarstellerin in einem Spielfilm und war für den YoungStar Awards sowie für den Blockbuster Entertainment Award nominiert. Der Film selbst war für den Young Artist Award als Bester Familienspielfilm – Komödie nominiert, der Preis ging allerdings an den Film Die Maske des Zorro. Von der Deutschen Film- und Medienbewertung wurde der Film mit dem Prädikat „Wertvoll“ versehen.